# Festival di Berlino 2006
La 56ª edizione del Festival internazionale del cinema di Berlino si è svolta a Berlino dal 9 al 19 febbraio 2006, con il Theater am Potsdamer Platz come sede principale. Direttore del festival è stato per il quinto anno Dieter Kosslick.
L'Orso d'oro è stato assegnato al film Il segreto di Esma della regista bosniaca Jasmila Žbanić.
L'Orso d'oro alla carriera è stato assegnato all’attore Ian McKellen e al regista e sceneggiatore Andrzej Wajda, mentre la Berlinale Kamera è stata assegnata al direttore della fotografia Michael Ballhaus, al documentarista Jürgen Böttcher, allo scrittore e accademico Hans Helmut Prinzler, al giornalista e scrittore Peter B. Schumann e a Laurence Kardish, curatore del MoMA di New York.
Il festival è stato aperto dal film in concorso Snow Cake di Marc Evans.
La retrospettiva di questa edizione, intitolata "Dream Girls", è stata dedicata alle eroine del grande schermo degli anni cinquanta e alla rappresentazione della femminilità nel cinema del dopoguerra di Stati Uniti, Europa e Giappone.
Nella sezione "Berlinale Special" è stato ricordato l'attore e produttore francese Humbert Balsan, scomparso l’anno precedente, con la proiezione del documentario Humbert Balsan, producteur rebelle di Anne Andreu.

## Giurie

### Giuria internazionale
- Charlotte Rampling, attrice (Regno Unito) - Presidente di giuria[6]
- Lee Young-ae, attrice (Corea del Sud)
- Armin Mueller-Stahl, attore (Germania)
- Marleen Gorris, regista e sceneggiatrice (Paesi Bassi)
- Janusz Kaminski, direttore della fotografia (Polonia)
- Yash Chopra, regista e produttore (India)
- Matthew Barney, performance artist, regista e scultore (Stati Uniti)
- Fred Roos, produttore (Stati Uniti)

### Giuria "Opera prima"
- Valentina Cervi, attrice (Italia)[6]
- Goran Paskaljević, regista, sceneggiatore e produttore (Serbia)
- Hans Weingartner, regista, sceneggiatore e produttore (Austria)

### Giuria "Cortometraggi"
- Oh Jeong-wan, produttrice (Corea del Sud)[6]
- Mariela Besuievsky, produttrice (Spagna)
- Florian Gallenberger, regista e sceneggiatore (Germania)

### Giurie del Kinderfilmfest/14Plus

#### Kinderjury/Jugendjury
Gli Orsi di cristallo sono stati assegnati da due giurie nazionali, la Kinderjury per la sezione "Kinderfilmfest" e la Jugendjury per la sezione "14plus", composte rispettivamente da undici membri di 11-14 anni e sette membri di 14-18 anni selezionati dalla direzione del festival attraverso questionari inviati l'anno precedente.

#### Giuria internazionale
Il Grand Prix e lo Special Prize sono stati assegnati da una giuria internazionale composta da Dionysos Reitz Kerasiotis (Danimarca), direttore del Buster Film Festival di Copenaghen, dalla scrittrice e drammaturga Torun Lian (Norvegia), la produttrice Catherine Fitzgerald (Nuova Zelanda), il regista e sceneggiatore Bernd Sahling (Germania) e il giornalista e scrittore Ogova Ondego (Kenya).

## Selezione ufficiale

### In concorso
- La commedia del potere (L'ivresse du pouvoir), regia di Claude Chabrol (Francia, Germania)
- El custodio, regia di Rodrigo Moreno (Argentina, Francia, Germania, Uruguay)
- Desiderio (Sehnsucht), regia di Valeska Grisebach (Germania)
- Der freie Wille, regia di Matthias Glasner (Germania)
- Invisible Waves, regia di Pen-Ek Ratanaruang (Thailandia, Paesi Bassi)
- Isabella (Yi sa bui lai), regia di Ho-Cheung Pang (Hong Kong)
- It's Winter, regia di Rafi Pitts (Iran, Francia)
- Offside, regia di Jafar Panahi (Iran)
- Paradiso + Inferno (Candy), regia di Neil Armfield (Australia)
- Le particelle elementari (Elementarteilchen), regia di Oskar Roehler (Germania)
- Prova a incastrarmi - Find Me Guilty (Find Me Guilty), regia di Sidney Lumet (Germania, USA)
- Radio America (A Prairie Home Companion), regia di Robert Altman (USA)
- Requiem, regia di Hans-Christian Schmid (Germania)
- The Road to Guantanamo, regia di Mat Whitecross e Michael Winterbottom (Regno Unito)
- Romanzo criminale, regia di Michele Placido (Italia, Francia, Regno Unito)
- Il segreto di Esma (Grbavica), regia di Jasmila Žbanić (Bosnia Erzegovina, Croazia, Austria, Germania)
- Slumming, regia di Michael Glawogger (Austria, Svizzera, Germania)
- Snow Cake, regia di Marc Evans (Canada, Regno Unito)
- A Soap (En soap), regia di Pernille Fischer Christensen (Danimarca, Svezia)

### Fuori concorso
- L'arte del sogno (La science des rêves), regia di Michel Gondry (Francia, Italia)
- The New World - Il nuovo mondo (The New World), regia di Terrence Malick (USA, Regno Unito)
- Pat Garrett e Billy Kid (Pat Garrett & Billy the Kid), regia di Sam Peckinpah (USA) - Edizione speciale
- The Promise (Wu ji), regia di Chen Kaige (Cina, Corea del Sud, USA)
- Syriana, regia di Stephen Gaghan (USA, Emirati Arabi Uniti)
- Truman Capote - A sangue freddo (Capote), regia di Bennett Miller (USA, Canada)
- V per Vendetta (V for Vendetta), regia di James McTeigue (USA, Regno Unito, Germania)

### Cortometraggi
- Aldrig som första gången!, regia di Jonas Odell (Svezia)
- Beyond Freedom, regia di Jacquie Trowell (Sudafrica)
- Cotopaxi, regia di Zachariah Copping (Regno Unito)
- El día que morí, regia di Maryam Keshavarz (Argentina, USA)
- Gratte-papier, regia di Guillaume Martinez (Francia)
- Head Shot, regia di Dennis Heaton (Canada)
- Hold Please, regia di Chris Cudlipp (Australia, USA)
- Kami balatar, regia di Mehdi Jafari (Iran)
- Our Man in Nirvana, regia di Jan Koester (Germania)
- Udens, regia di Laila Pakalnina (Lettonia)

### Berlinale Special
- Un ami parfait, regia di Francis Girod (Francia)
- Il colore dei soldi (The Color of Money), regia di Martin Scorsese (USA)
- La fiesta del Chivo, regia di Luis Llosa (Repubblica Dominicana, Spagna, Regno Unito)
- Glastonbury, regia di Julien Temple (USA, Regno Unito)
- Il grande match (La gran final), regia di Gerardo Olivares (Spagna, Germania)
- Humbert Balsan, producteur rebelle, regia di Anne Andreu (Francia)
- Die Mauer, regia di Jürgen Böttcher (Germania)
- Milarepa, regia di Neten Chokling (Bhutan)
- Once in a Lifetime: The Extraordinary Story of the New York Cosmos, regia di Paul Crowder e John Dower (Regno Unito, USA)
- Pilato e gli altri (Pilatus und andere - Ein Film für Karfreitag), regia di Andrzej Wajda (Germania Ovest)
- Riccardo III (Richard III), regia di Richard Loncraine (Regno Unito, USA)
- La tigre e la neve, regia di Roberto Benigni (Italia)
- The Uncles, regia di Tacita Dean (USA)
- Vitus, regia di Fredi M. Murer (Svizzera)
- Una voce nella notte (The Night Listener), regia di Patrick Stettner (USA)

### Panorama
- ...es wird jemand kommen, der ja zu mir sagt, regia di Michael Blume (Germania)
- 1:1, regia di Annette K. Olesen (Danimarca, Regno Unito)
- 4:30, regia di Royston Tan (Singapore)
- 18.15 Uhr ab Ostkreuz, regia di Jörn Hartmann (Germania)
- Absolute Wilson, regia di Katharina Otto-Bernstein (USA, Germania)
- Bang!, regia di Jari Haanperä (Finlandia)
- Barburot, regia di Rony Sasson (Israele)
- Big Bang Love, Juvenile A (46-okunen no koi), regia di Takashi Miike (Giappone)
- Breakfast on Pluto, regia di Neil Jordan (Irlanda, Regno Unito)
- Brothers of the Head, regia di Keith Fulton e Louis Pepe (Regno Unito)
- Bye Bye Berlusconi!, regia di Jan Henrik Stahlberg (Germania)
- Cajas, regia di Hans Edwards e Victor Gualda (Spagna)
- Camping sauvage, regia di Christophe Ali e Nicolas Bonilauri (Francia)
- Casa de Areia, regia di Andrucha Waddington (Brasile)
- El cerco, regia di Nacho Martín e Ricardo Íscar (Spagna)
- El cielo dividido, regia di Julián Hernández (Messico)
- Container, regia di Lukas Moodysson (Svezia)
- Dave Chappelle's Block Party, regia di Michel Gondry (USA)
- Derecho de familia, regia di Daniel Burman (Argentina, Italia, Spagna, Francia)
- Dog, regia di Daniel Lang (Germania)
- Estrellas de La Línea, regia di Chema Rodríguez (Spagna, Guatemala)
- Fabulous! The Story of Queer Cinema, regia di Lisa Ades e Lesli Klainberg (USA)
- Fish, regia di Eron Sheean (Australia)
- Forgiveness, regia di Udi Aloni (USA, Israele)
- Giovane e violento (Knallhart), regia di Detlev Buck (Germania)
- Gnome, regia di Jenny Bicks (USA)
- Gradually, regia di Maziar Miri (Iran)
- Group of Seven Inches, regia di Gisele Gordon e Kent Monkman (Canada)
- La guerra dei fiori rossi (Kan shang qu hen mei), regia di Zhang Yuan (Cina, Italia)
- Hamburger Lektionen, regia di Romuald Karmakar (Germania)
- Hayelet Bodeda, regia di Talya Lavie (Israele)
- Heaven's Doors, regia di Imad e Swel Noury (Marocco)
- Heavy Metal Drummer, regia di Toby MacDonald e Luke Morris (Regno Unito)
- Hotel cinque stelle (Quatre étoiles), regia di Christian Vincent (Francia)
- Jane's Birthday Trip, regia di Etienne Kallos (USA)
- Jeder schweigt von etwas anderem, regia di Marc Bauder e Dörte Franke (Germania)
- Kalpurush, regia di Buddhadev Dasgupta (India)
- Der Kick, regia di Andres Veiel (Germania)
- Komm näher, regia di Vanessa Jopp (Germania)
- Komornik, regia di Feliks Falk (Polonia)
- Leonard Cohen: I'm Your Man, regia di Lian Lunson (USA)
- Little Boy, regia di Davide Pepe (Italia, Regno Unito)
- Love sick - Nell'amore non ci sono regole (Legãturi bolnãvicioase), regia di Tudor Giurgiu (Romania, Francia)
- Lover Other: The Story of Claude Cahun and Marcel Moore, regia di Barbara Hammer (Francia, USA)
- Love This Time, regia di Rhys Graham (Australia)
- Matthew Barney: No Restraint, regia di Alison Chernick (USA)
- Meninas, regia di Sandra Werneck e Gisela Camara (Brasile)
- Myself, regia di Kim Young-su (Corea del Sud)
- Nachbeben, regia di Stina Werenfels (Svizzera)
- No. 2, regia di Toa Fraser (Nuova Zelanda)
- Les oiseaux du ciel, regia di Éliane de Latour (Francia, Regno Unito)
- Omaret yakobean, regia di Marwan Hamed (Egitto, Francia)
- Das Ovo (Ovo - das Video), regia di Michael Brynntrup (Germania)
- Paper Dolls (Bubot Niyar), regia di Tomer Heymann (USA, Israele, Svizzera)
- La proposta (The Proposition), regia di John Hillcoat (Australia, Regno Unito)
- Rampage, regia di George Gittoes (Australia)
- Reporter Zero, regia di Carrie Lozano (USA)
- Roswell Enterprises, regia di Janic Heen (Norvegia)
- Der rote Kakadu, regia di Dominik Graf (Germania)
- La scandalosa vita di Bettie Page (The Notorious Bettie Page), regia di Mary Harron (USA)
- Il sesso secondo lei (Lie with Me), regia di Clément Virgo (Canada)
- Sexo e Claustro, regia di Claudia Priscilla (Brasile, Messico)
- Shissô, regia di Sabu (Giappone)
- The Speaker, regia di Te Arepa Kahi (Nuova Zelanda)
- Stay - Nel labirinto della mente (Stay), regia di Marc Forster (USA)
- Strákarnir okkar, regia di Róbert I. Douglas (Islanda, Finlandia, Regno Unito)
- Summer, regia di Hong Khaou (Regno Unito)
- Tintenfischalarm, regia di Elisabeth Scharang (Austria)
- El triunfo, regia di Mireia Ros (Spagna)
- Û nergiz biskivîn, regia di Hussein Hassan Ali e Masoud Arif Salih (Francia, Iraq)
- Vacationland, regia di Todd Verow (USA)
- Wal-Mart: The High Cost of Low Price, regia di Robert Greenwald (USA)
- Yasmine tughani, regia di Najwa Najjar (Palestina, Israele)
- Your Dark Hair Ihsan, regia di Tala Hadid (Messico, USA, Marocco)

### Forum
- 37 Uses for a Dead Sheep, regia di Ben Hopkins (Regno Unito)
- Am Rand der Städte, regia di Aysun Bademsoy (Germania)
- L'appel des arènes, regia di Cheikh Ndiaye (Senegal)
- Atos dos Homens, regia di Kiko Goifman (Brasile, Germania, Paesi Bassi)
- Au delà de la haine, regia di Olivier Meyrou (Francia)
- Aus der Ferne, regia di Thomas Arslan (Germania)
- Babooska, regia di Tizza Covi e Rainer Frimmel (Austria, Italia)
- Bangmunja, regia di Shin Dong-il (Corea del Sud)
- Barakat!, regia di Djamila Sahraoui (Francia, Algeria)
- Berlin Remake, regia di Amie Siegel (USA)
- Big River, regia di Atsushi Funahashi (USA, Giappone)
- Bôrei kaibyô yashiki, regia di Nobuo Nakagawa (Giappone)
- Combat, regia di Patrick Carpentier (Belgio)
- Congo river, au-delà des ténèbres, regia di Thierry Michel (Belgio, Francia, Finlandia)
- Conversations on a Sunday Afternoon, regia di Khalo Matabane (Sudafrica)
- Corridor X, regia di Angela Melitopoulos (Germania)
- Dear Pyongyang, regia di Yang Yong-hi (Giappone)
- De particulier à particulier, regia di Brice Cauvin (Francia)
- Dokufu Takahashi Oden, regia di Nobuo Nakagawa (Giappone)
- Doskonale popoludnie, regia di Przemyslaw Wojcieszek (Polonia)
- Kheppi pipl, regia di Aleksandr Shapiro (Ucraina)
- Inatteso, regia di Domenico Distilo (Italia)
- In Between Days, regia di So Yong Kim (USA, Canada, Corea del Sud)
- Jieguo, regia di Ming Zhang (Cina)
- Jigoku, regia di Nobuo Nakagawa (Giappone)
- John & Jane, regia di Ashim Ahluwalia (India)
- Kargaran mashghoole karand, regia di Mani Haghighi (Iran)
- Karov La Bayit, regia di Vardit Bilu e Dalia Hager (Israele)
- Kinetta, regia di Yorgos Lanthimos (Grecia)
- Là-bas, regia di Chantal Akerman (Belgio, Francia)
- Lampu merah mati, regia di Ming Jin Woo (Malesia)
- Lelaki komunis terakhir, regia di Amir Muhammad (Malesia, Paesi Bassi)
- Lenz, regia di Thomas Imbach (Germania, Svizzera)
- Line Describing a Cone, regia di Anthony McCall (Regno Unito)
- Lucy, regia di Henner Winckler (Germania)
- Memory for Max, Claire, Ida and Company, regia di Allan King (Canada)
- Montag kommen die Fenster, regia di Ulrich Köhler (Germania)
- My Country, My Country, regia di Laura Poitras (USA)
- 'Nendo no omen' yori: kaachan, regia di Nobuo Nakagawa (Giappone)
- News from Home/News from House, regia di Amos Gitai (Belgio, Francia, Israele)
- Ningyô Sashichi torimonochô: Yôen roku shibijin, regia di Nobuo Nakagawa (Giappone)
- One Way Boogie Woogie/27 Years Later, regia di James Benning (USA)
- Onna kyûketsuki, regia di Nobuo Nakagawa (Giappone)
- Parineeta, regia di Pradeep Sarkar (India)
- Piazza della repubblica (Place de la République), regia di Louis Malle (Francia)
- Pine Flat, regia di Sharon Lockhart (USA)
- Piteopaeneui gongshik, regia di Cho Chang-ho (Corea del Sud)
- La prisionera, regia di Alejo Moguillansky e Fermín Villanueva (Argentina)
- Rinchi, regia di Nobuo Nakagawa (Giappone)
- Schuss!, regia di Nicolas Rey (Francia)
- Sobhi digar, regia di Nasser Refaie (Iran)
- Sshtoorrty, regia di Michael Snow (Canada)
- Strange Circus (Kimyô na sâkasu), regia di Sion Sono (Giappone)
- Tertium non datur, regia di Lucian Pintilie (Romania, Francia)
- Tôkaidô Yotsuya kaidan, regia di Nobuo Nakagawa (Giappone)
- Und wenn sie nicht gestorben sind... Die Kinder von Golzow - Das Ende der unendlichen Geschichte, regia di Barbara Junge e Winfried Junge (Germania)
- Visul lui Liviu, regia di Corneliu Porumboiu (Romania)
- We Can't Go Home Again, regia di Toshi Fujiwara (Giappone)
- Wide Awake, regia di Alan Berliner (USA)
- Yôen dokufu-den: Hitokiri okatsu, regia di Nobuo Nakagawa (Giappone)

### Kinderfilmfest/14plus
- 00h17, regia di Xavier De Choudens (Francia)
- A dios momo, regia di Leonardo Ricagni (Uruguay)
- Aldrig en absolution, regia di Cameron B. Alyasin (Svezia)
- Alice ou la vie en noir et blanc, regia di Sophie Schoukens (Belgio)
- Ang pagdadalaga ni Maximo Oliveros, regia di Auraeus Solito (Filippine)
- Big Girl, regia di Renuka Jeyapalan (Canada)
- Bloody Footy, regia di Dean Chircop (Australia)
- Blue Willow, regia di Veialu Aila-Unsworth (Australia)
- Chicle, regia di Josh Hyde (Perù, USA)
- The Danish Poet, regia di Torill Kove (Norvegia, Canada)
- Il desiderio di Winky (Het paard van Sinterklaas), regia di Mischa Kamp (Belgio, Paesi Bassi)
- Doodh Aur Apheem, regia di Joel Palombo (India, USA)
- The Faery Wind, regia di Edith Pieperhoff (Irlanda)
- The First Day of My Life, regia di David Uloth (Canada)
- Fyra veckor i juni, regia di Henry Meyer (Svezia)
- The Gift, regia di Jessica Langford (Regno Unito)
- Hänsel und Gretel, regia di Anne Wild (Germania)
- Het schnitzelparadijs, regia di Martin Koolhoven (Paesi Bassi)
- Jestem, regia di Dorota Kedzierzawska (Polonia)
- Kamataki, regia di Claude Gagnon (Canada, Giappone)
- Krig og Kager, regia di Jannik Hastrup (Danimarca)
- Lapislazuli - Im Auge des Bären, regia di Wolfgang Murnberger (Austria, Germania, Lussemburgo)
- Lovitor, regia di Farkhot Abdullaev (Russia)
- Lucky, regia di Avie Luthra (Regno Unito)
- Marock, regia di Laïla Marrakchi (Marocco, Francia)
- Mizu no hana, regia di Yusuke Kinoshita (Giappone)
- Non è peccato - La Quinceañera (Quinceañera), regia di Richard Glatzer e Wash Westmoreland (USA)
- O kleftis, regia di Irina Boiko (Grecia)
- Opal Dream, regia di Peter Cattaneo (Australia, Regno Unito)
- Der Propellervogel, regia di Thomas Hinke e Jan Locher (Germania)
- Der Räuber Hotzenplotz, regia di Gernot Roll (Germania)
- Il ritorno di Buffalo Bill (Percy, Buffalo Bill och jag), regia di Anders Gustafsson (Svezia, Danimarca)
- Rajkumari, regia di Victoria Harwood (India)
- Sprækker, regia di Aage Rais-Nordentoft (Danimarca)
- Taepungtaeyang, regia di Jeong Jae-eun (Corea del Sud)
- Tyttö sinä olet tähti, regia di Dome Karukoski (Finlandia)
- Vika, regia di Tsivia Barkai (Israele)
- Wei xiao de yu, regia di Poliang Lin, C. Jay Shih e Alan I. Tuan (Taiwan)
- We Shall Overcome (Drømmen), regia di Niels Arden Oplev (Danimarca)
- Wo men lia, regia di Liwen Ma (Cina)
- Wutz & Wiebke, regia di Leonore Poth (Germania)
- Zlydni, regia di Stepan Koval (Ucraina)

### Perspektive Deutsches Kino
- Auszeit, regia di Jules e Julia Herrmann (Germania)
- Der die Tollkirsche ausgräbt, regia di Franka Potente (Germania)
- Esperanza, regia di Zsolt Bács (Germania)
- Hochhaus, regia di Nikias Chryssos (Germania)
- Katharina Bullin - Und ich dachte ich wär' die Größte, regia di Marcus Welsch (Germania)
- Der Lebensversicherer, regia di Bülent Akinci (Germania)
- Neun Szenen, regia di Dietrich Brüggemann (Germania)
- Nichts weiter als, regia di Lars Büchel, Friederike Jehn, Lale Nalpantoglu, Jens Schillmöller e Sebastian Stern (Germania)
- Schläfer, regia di Benjamin Heisenberg (Austria, Germania)
- Schöner Leben, regia di Markus Herling (Germania)
- Vier Fenster, regia di Christian Moris Müller (Germania)
- Warum halb vier?, regia di Lars Pape (Germania)
- Wholetrain, regia di Florian Gaag (Germania, Polonia)

### Retrospettiva
- Un amore splendido (An Affair to Remember), regia di Leo McCarey (USA)
- Bellissima, regia di Luchino Visconti (Italia)
- Il bruto e la bella (The Bad and the Beautiful), regia di Vincente Minnelli (USA)
- Caccia al ladro (To Catch a Thief), regia di Alfred Hitchcock (USA)
- Come le foglie al vento (Written on the Wind), regia di Douglas Sirk (USA)
- La contessa scalza (The Barefoot Contessa), regia di Joseph L. Mankiewicz (Italia, USA)
- Desiderio del cuore (Michael), regia di Carl Theodor Dreyer (Germania)
- Eine Berliner Romanze, regia di Gerhard Klein (Germania Est)
- È nata una stella (A Star Is Born), regia di George Cukor (USA)
- L'erede dei Grishus (Zur Chronik von Grieshuus), regia di Arthur von Gerlach (Germania)
- Eva contro Eva (All About Eve), regia di Joseph L. Mankiewicz (USA)
- Ewa chce spac, regia di Tadeusz Chmielewski (Polonia)
- Floating Clouds (Ukigumo), regia di Mikio Naruse (Giappone)
- La gatta sul tetto che scotta (Cat on a Hot Tin Roof), regia di Richard Brooks (USA)
- Großstadt-Typen, regia di Leo de Laforgue (Germania)
- Gross-Stadt Zigeuner, regia di László Moholy-Nagy (Germania)
- Ha ballato una sola estate (Hon dansade en sommar), regia di Arne Mattsson (Svezia)
- Die Herrin des Hofes, regia di Andrew Thorndike (Germania)
- I'll See You in My Dreams, regia di Michael Curtiz (USA)
- Im Schatten der Weltstadt, regia di Albrecht Viktor Blum (Germania)
- Indiscreto (Indiscreet), regia di Stanley Donen (Regno Unito, USA)
- Johnny Guitar, regia di Nicholas Ray (USA)
- Körhinta, regia di Zoltán Fábri (Ungheria)
- Kort möte med familjen Rossellini, regia di Gert Engström (Svezia)
- Il letto racconta (Pillow Talk), regia di Michael Gordon (USA)
- Mai di domenica (Pote tin Kyriaki), regia di Jules Dassin (Grecia, USA)
- Mio padre ha 100 anni (My Dad Is 100 Years Old), regia di Guy Maddin (Canada)
- Mogambo, regia di John Ford (USA, Regno Unito)
- Monica e il desiderio (Sommaren med Monika), regia di Ingmar Bergman (Svezia)
- Non voglio morire (I Want to Live!), regia di Robert Wise (USA)
- Le notti bianche, regia di Luchino Visconti (Italia, Francia)
- Le nevi del Chilimangiaro (The Snows of Kilimanjaro), regia di Henry King (USA)
- L'opera da tre soldi (Die 3 Groschen-Oper), regia di Georg Wilhelm Pabst (Germania)
- Peccato che sia una canaglia, regia di Alessandro Blasetti (Italia)
- Piace a troppi (Et Dieu... créa la femme), regia di Roger Vadim (Francia, Italia)
- Pietà per la carne (Home Before Dark), regia di Mervyn LeRoy (USA)
- Un posto al sole (A Place in the Sun), regia di George Stevens (USA)
- Prima del diluvio (Avant le déluge), regia di André Cayatte (Francia, Italia)
- Quando volano le cicogne (Letyat zhuravli), regia di Michail Kalatozov (Unione Sovietica)
- Quaranta pistole (Forty Guns), regia di Samuel Fuller (USA)
- Seduzione mortale (Angel Face), regia di Otto Preminger (USA)
- Selvaggio è il vento (Wild Is the Wind), regia di George Cukor (USA)
- Lo specchio della vita (Imitation of Life), regia di Douglas Sirk (USA)
- La storia di una monaca (The Nun's Story), regia di Fred Zinnemann (USA)
- Die Sünderin, regia di Willi Forst (Germania Ovest)
- Tè e simpatia (Tea and Sympathy), regia di Vincente Minnelli (USA)
- Il tempo del raccolto del grano (Bakushû), regia di Yasujirō Ozu (Giappone)
- L'ultimo ponte (Die letzte Brücke), regia di Helmut Käutner (Jugoslavia, Austria)
- Gli uomini preferiscono le bionde, (Gentlemen Prefer Blondes) regia di Howard Hawks (USA)
- Vacanze romane (Roman Holiday), regia di William Wyler (USA)
- La verità (La vérité), regia di Henri-Georges Clouzot (Francia, Italia)
- Viaggio in Italia, regia di Roberto Rossellini (Italia, Francia)
- Wintergartenprogramm, regia di Max Skladanowsky (Germania)
- Yorokobi mo kanashimi mo ikutoshitsuki, regia di Keisuke Kinoshita (Giappone)

### Selling Democracy III - Friendly Persuasion
- Asfalto nero (Schwarzer Kies), regia di Helmut Käutner (Germania Ovest)
- La battaglia dei sessi (The Battle of the Sexes), regia di Charles Crichton (Regno Unito)
- Benvenuto, Mister Marshall! (Bienvenido Mister Marshall), regia di Luis García Berlanga (Spagna)
- Blauer Dunst, regia di Herbert Lander (Germania Ovest)
- Einkaufen leicht gemacht, regia di George Freedland (Danimarca, Francia)
- Gefahr über Deutschland, regia di Bruno Kleberg (Germania Est)
- Giorno di festa (Jour de fête), regia di Jacques Tati (Francia)
- Incontro sull'Elba (Vstrecha na Elbe), regia di Grigorij Aleksandrov (Unione Sovietica)
- Marketing, regia di Pierre Long (Francia, Regno Unito)
- Men and Machines, regia di Diana Pine (Regno Unito)
- Nicht stören! - Funktionärsversammlung, regia di Günter Neumann (Germania Ovest)
- Nicht vergessen, regia di Johannes Häußler (Germania Ovest)
- Ohne Furcht, regia di Peter Sachs (Germania Ovest)
- La peste d'oro (Die goldene Pest), regia di John Brahm (Germania Ovest)
- Il ruggito del topo (The Mouse That Roared), regia di Jack Arnold (Regno Unito)
- Uno, due, tre! (One, Two, Three), regia di Billy Wilder (USA)
- Das verurteilte Dorf, regia di Martin Hellberg (Germania Est)

### Teddy Twenty Tribute
- Alfalfa, regia di Richard Kwietniowski (Regno Unito)
- Alkali, Iowa, regia di Mark Christopher (USA)
- All Over Me, regia di Alex Sichel (USA)
- The Brandon Teena Story, regia di Susan Muska e Gréta Olafsdóttir (USA)
- Carmelita Tropicana: Your Kunst Is Your Waffen, regia di Ela Troyano (USA)
- Caught Looking, regia di Constantine Giannaris (Regno Unito)
- Celebration, regia di Daniel Stedman (USA)
- Coming Out, regia di Heiner Carow (Germania Est)
- Con qué la lavaré?, regia di María Trénor (Spagna)
- Erè mèla mèla, regia di Daniel Wiroth (Francia, Lussemburgo)
- Five Ways to Kill Yourself, regia di Gus Van Sant (USA)
- Fremragende timer, regia di Jan Dalchow e Lars Daniel Krutzkoff Jacobsen (Norvegia)
- Fucking Åmål - Il coraggio di amare (Fucking Åmål), regia di Lukas Moodysson (Svezia, Danimarca)
- Gocce d'acqua su pietre roventi (Gouttes d'eau sur pierres brûlantes), regia di François Ozon (Francia)
- Go Fish, regia di Rose Troche (USA)
- Hartes Brot, regia di Nathalie Percillier (Germania)
- Heldinnen der Liebe, regia di Lily Besilly e Nathalie Percillier (Germania)
- The Intervention, regia di Jay Duplass (USA)
- La legge del desiderio (La ley del deseo), regia di Pedro Almodóvar (Spagna)
- Liu Awaiting Spring, regia di Andrew Soo (Australia)
- Looking for Langston, regia di Isaac Julien (Regno Unito)
- MURDER and murder, regia di Yvonne Rainer (USA)
- My New Friend, regia di Gus Van Sant (USA)
- Paragraph 175, regia di Rob Epstein e Jeffrey Friedman (Regno Unito, Germania, USA)
- Peppermills, regia di Isabel Hegner (USA)
- P(l)ain Truth, regia di Ilppo Pohjola (Finlandia)
- Poison, regia di Todd Haynes (USA)
- Relax, regia di Chris Newby (Regno Unito)
- Rights and Reactions: Lesbian & Gay Rights on Trial, regia di Jane Lippman e Phil Zwickler (USA)
- Lo schermo velato (The Celluloid Closet), regia di Rob Epstein e Jeffrey Friedman (Francia, Regno Unito, Germania, USA)
- Tiny and Ruby: Hell Divin' Women, regia di Greta Schiller (USA)
- Tongues Untied, regia di Marlon Riggs (USA)
- Trembling Before G-d, regia di Sandi Simcha DuBowski (Israele, Francia, USA)
- Trevor, regia di Peggy Rajski (USA)
- Trojans, regia di Constantine Giannaris (Regno Unito, Grecia)
- Unbound, regia di Claudia Morgado (Canada)
- Wittgenstein, regia di Derek Jarman (Regno Unito, Giappone)

## Premi

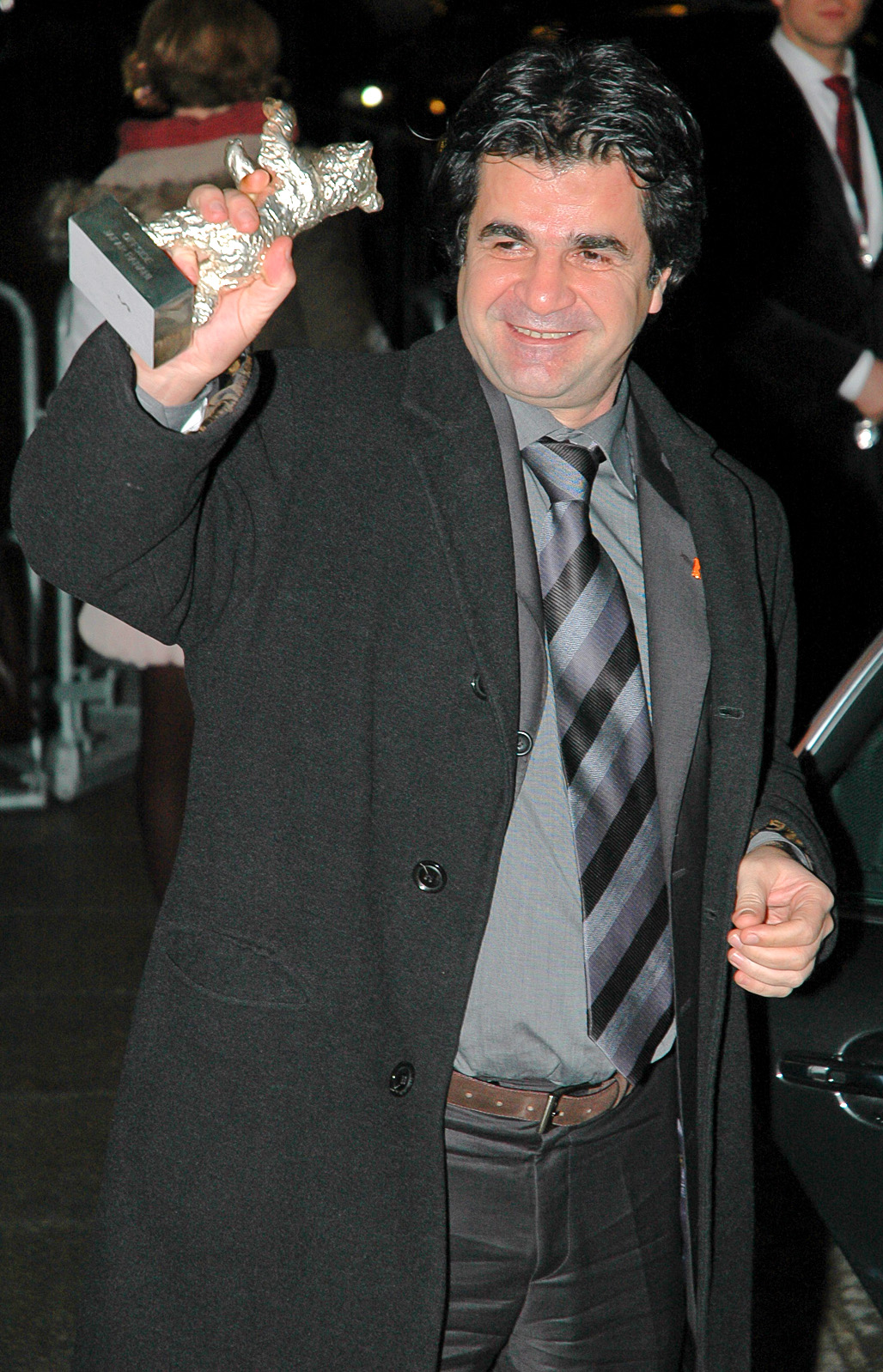
Jafar Panahi, Orso d'argento per Offside

### Premi della giuria internazionale
- Orso d'oro per il miglior film: Il segreto di Esma di Jasmila Žbanić
- Orso d'argento per il miglior regista: Mat Whitecross e Michael Winterbottom per The Road to Guantanamo
- Orso d'argento per la migliore attrice: Sandra Hüller per Requiem
- Orso d'argento per il miglior attore: Moritz Bleibtreu per Le particelle elementari
- Orso d'argento per il miglior contributo artistico: Jürgen Vogel per l'interpretazione, la co-sceneggiatura e la co-produzione di Der freie Wille
- Orso d'argento, gran premio della giuria: ex aequo A Soap di Pernille Fischer Christensen e Offside di Jafar Panahi
- Orso d'argento per la migliore colonna sonora: Peter Kam per Isabella
- Premio Alfred Bauer: El custodio di Rodrigo Moreno

### Premi onorari
- Orso d'oro alla carriera: Andrzej Wajda, Ian McKellen
- Berlinale Kamera: Michael Ballhaus, Jürgen Böttcher, Hans Helmut Prinzler, Peter B. Schumann, Laurence Kardish

### Premi della giuria "Opera prima"
- Miglior opera prima: A Soap di Pernille Fischer Christensen

### Premi della giuria "Cortometraggi"
- Orso d'oro per il miglior cortometraggio: Aldrig som första gången! di Jonas Odell
- Orso d'argento, premio della giuria (cortometraggi): ex aequo Gratte-papier di Guillaume Martinez e Our Man in Nirvana di Jan Koester
- Menzione speciale: El día que morí di Maryam Keshavarz
- Panorama Short Film Award: Your Dark Hair Ihsan di Tala Hadid
- Menzione speciale: Love This Time di Rhys Graham
- Prix UIP Berlin: El cerco di Nacho Martín e Ricardo Íscar
- DAAD Short Film Prize: Barburot di Rony Sasson

### Premi delle giurie "Kindefilmfest" e "14plus"
- Children's Jury
- Orso di cristallo per il miglior film: We Shall Overcome di Niels Arden Oplev
- Menzione speciale: Ang pagdadalaga ni Maximo Oliveros di Auraeus Solito
- Orso di cristallo per il miglior cortometraggio: Aldrig en absolution di Cameron B. Alyasin
- Menzione speciale: O kleftis di Irina Boiko

- Youth Jury
- Orso di cristallo per il miglior film: Fyra veckor i juni di Henry Meyer
- Menzione speciale: Kamataki di Claude Gagnon

- International Jury
- Grand Prix per il miglior film: Ang pagdadalaga ni Maximo Oliveros di Auraeus Solito
- Menzione speciale: Jestem di Dorota Kedzierzawska
- Special Prize per il miglior cortometraggio: Wei xiao de yu di Poliang Lin, C. Jay Shih e Alan I. Tuan
- Menzione speciale: Vika di Tsivia Barkai

### Premi delle giurie indipendenti
- Guild Prize: Der freie Wille di Matthias Glasner
- Peace Film Award: Il segreto di Esma di Jasmila Žbanić
- Label Europa Cinemas: Giovane e violento di Detlev Buck
- Premio Caligari: 37 Uses for a Dead Sheep di Ben Hopkins
- Amnesty International Film Prize: Û nergiz biskivîn di Hussein Hassan Ali e Masoud Arif Salih
- Femina Film Prize: Yasmin Khalifa e Carola Gauster per le scenografie di Bye Bye Berlusconi!
- Premio Manfred Salzgeber: Paper Dolls di Tomer Heymann
- Premio Wolfgang Staudte: Babooska di Tizza Covi e Rainer Frimmel
- NETPAC Prize: Dear Pyongyang di Yang Yong-hi
- Dialogue en Perspective: Der Lebensversicherer di Bülent Akinci
  - Menzione speciale: Wholetrain di Florian Gaag
- Premio della giuria ecumenica:
  - Competizione: Il segreto di Esma di Jasmila Žbanić
  - Panorama: Komornik di Feliks Falk
  - Forum: Conversations on a Sunday Afternoon di Khalo Matabane
- Premio FIPRESCI:
  - Competizione: Requiem di Hans-Christian Schmid
  - Panorama: Giovane e violento di Detlev Buck
  - Forum: In Between Days di So Yong Kim
- Premio CICAE:
  - Panorama: La guerra dei fiori rossi di Zhang Yuan
  - Forum: Karov La Bayit di Vardit Bilu e Dalia Hager
- Teddy Award:
  - Miglior lungometraggio: Ang pagdadalaga ni Maximo Oliveros di Auraeus Solito
  - Miglior documentario: Au delà de la haine di Olivier Meyrou
  - Miglior cortometraggio: El día que morí di Maryam Keshavarz
  - Premio della giuria: Combat di Patrick Carpentier
  - Premio dei lettori di Siegessäule: Paper Dolls di Tomer Heymann

### Premi dei lettori e del pubblico
- Premio del pubblico al miglior film (Panorama): Paper Dolls di Tomer Heymann
- Premio del pubblico al miglior cortometraggio (Panorama): Hayelet Bodeda di Talya Lavie
- Premio dei lettori del Berliner Mongerpost: Radio America di Robert Altman
- Premio dei lettori del Berliner Zeitung: Strange Circus di Sion Sono